# Governo della Repubblica di Venezia

Sistema governativo della Repubblica di Venezia tra il XV e il XVIII secolo

Il complesso sistema di governo della Repubblica di Venezia, durata dal 697 al 1797, fu l'esito di numerose stratificazioni successive originatesi soprattutto nei secoli XI-XIII e della successiva costante ricerca, da parte del patriziato dominante, di un equilibrio e un mutuo controllo tra i diversi organi dello Stato.

## Storia
La formazione del sistema costituzionale veneziano, come anticipato, fu un lungo processo che, a partire dall'originario governo del duca bizantino, nominato dall'Esarca imperiale di Ravenna, si modificò secondo una graduale evoluzione fino alla forma definitiva di una repubblica aristocratica.
In tale processo, è possibile individuare essenzialmente tre fasi:
1. la nascita dell'istituto ducale e la successiva formazione di un governo monarchico elettivo ed il suo abortito tentativo di trasformazione in forma ereditaria: è il "periodo ducale";
2. la creazione di una forma comunale limitativa del potere monarchico che assume sempre più una forma aristocratica: è il "periodo comunale";
3. la chiusura del sistema di governo ad appannaggio della sola classe patrizia: è il "periodo aristocratico".

### Periodo ducale: dall'VIII secolo al 1141

#### Il dominio bizantino e la conquista dell'elettività ducale
La figura del Doge nasce nel 697 come governatore militare della Venetia maritima, allora provincia dell'Impero Bizantino. Inizialmente questo viene nominato dall'Esarca ravennate in nome del basileus di Costantinopoli e viene affiancato nell'amministrazione civile dagli antichi magistrati locali, i tribuni, nominati, nelle varie città, dalle assemblee degli uomini liberi.
Nel 726 i Venetici, in rivolta contro i provvedimenti iconoclasti del basileus Leone III l'Isaurico, elessero per la prima volta direttamente il proprio doge, nella persona di Orso. Alla morte di questi, però, i Bizantini riaffermarono il proprio controllo sospendendo la carica ducale e sostituendola con l'annuale magistratura dei Magistri Militum, che si successero regolarmente sino al 742, quando l'imperatore concesse all'assemblea generale, la Concio, il diritto elettivo sul Doge.

#### La fase monarchica
L'evento avviò una fase nuova nel governo dello Stato, che, parallelamente all'indebolirsi del potere centrale, travolto nella penisola italiana dall'aggressione longobarda, rafforzò sempre più le prerogative del Doge.
Tra la fine dell'VIII e la fine del X secolo il potere ducale assunse sempre più le forme di vera e propria monarchia assoluta: il Doge si dotò di una corte per l'amministrazione della giustizia, la Curia Ducis, e di un consiglio della corona, il Consilium Sapientes, affiancando contemporaneamente nel controllo del territorio propri funzionari, i gastaldi ducali, agli antichi tribuni.
In tale periodo, le famiglie patrizie presero a contendersi aspramente il trono e a cercare a turno di svincolarsi dal potere elettivo dell'assemblea, nel tentativo di trasformare in forma ereditaria l'istituto ducale. Il meccanismo prescelto, in questa lotta per il potere, è quello dell'associazione al trono del doge regnante di un doge collega, un co-Dux modellato sull'esempio dei coreggenti degli Imperatori bizantini. Il tentativo di trasformazione in forma ereditaria non fu tuttavia indolore e ne scaturiscono frequenti sollevazioni, cambi di dinastia e complessi rapporti di forza tra le grandi famiglie patrizie. Dei ventotto dogi succedutisi nei primi tre secoli della repubblica, ben quattordici finirono deposti, con relativo accecamento, taglio della barba e dei capelli per sfregio o per forzata tonsura (anche questo al modo bizantino), oppure uccisi, mentre altri quattro preferirono abdicare; degli almeno quindici coreggenti associati al trono, invece, solo sei riuscirono effettivamente a succedere al proprio collega.
Questa fase turbolenta ha un brusco punto di svolta alla metà dell'XI secolo, quando nel 1032 la Concio, dopo aver rifiutato l'elezione di Domenico Orseolo, bandisce in perpetuo la famiglia degli Orseoli dal potere, e, emanando la prima legge costituzionale dello Stato, proibisce per sempre al doge la pratica dell'associazione e gli affianca stabilmente due consiglieri ducali per sorvegliarne l'operato.

### Periodo comunale: dal 1141 al 1297
Con il riaffermato potere della concio sul Doge, si apre una nuova fase politica per il ducato veneziano, che porta alla costituzione delle basi della successiva struttura statale.
L'assemblea generale inizia progressivamente ad erodere il potere del sovrano, trovando un valido alleato nel Consilium Sapientes, il consiglio personale del Doge, infatti, privato il sovrano della possibilità di trasmettere automaticamente il potere, diviene il luogo di espressione del potere delle famiglie patrizie al vertice della società.
Alla metà del XII secolo le ultime resistenze del potere ducale cedettero: venne istituito il commune Veneciarum, cioè la comunità delle famiglie cittadine al potere e, dal 1143, il Consilium prese ad essere eletto direttamente dalla Concione popolare. Questa, d'altronde, gravata da sempre maggiori responsabilità politiche, si trovò a dover creare proprie rappresentanze permanenti che potessero operare con stabilità in sua vece alla guida dello stato.
Da questo momento in poi, non soltanto il potere del Doge venne sempre più imbrigliato, ma fu progressivamente la stessa Concio popolare a perdere il controllo sugli affari dello Stato. Il gruppo aristocratico, formato dagli antichi patrizi e dai maggiorenti della città, trovandosi sempre più addentro ai meccanismi di governo, riuscì infatti progressivamente ad occupare tutte le principali posizioni di potere, procedendo poi progressivamente a limitare l'influenza degli homines novi ("uomini nuovi") negli affari dello stato, sino ad escluderli definitivamente.
Nel 1172, così, mentre il Consilium Sapientes veniva trasformato nel sovrano Maggior Consiglio, massimo organo della repubblica, l'elezione ducale venne assegnata ad un collegio ristretto di sette elettori nominati dalla Concio. Nel 1175 si elevò invece a sei il numero dei consiglieri ducali, d'ora in poi eletti in ragione di uno per ciascun sestiere della città di Venezia, creando un Minor Consiglio di stretta sorveglianza sull'operato del Doge. Infine, nel 1148, si iniziò ad imporre ai Dogi neo-eletti un giuramento di fedeltà costituzionale: la promissione ducale.
Nel 1179 l'elezione venne ulteriormente riformata, sorteggiando dai sette elettori quattro incaricati di nominare un collegio di quaranta uomini, la Quarantia, incaricati dell'effettiva scelta del nuovo Doge. Questi quaranta, esaurita la loro principale funzione, permanevano poi al governo come assemblea autonoma e tribunale supremo, entrando inoltre di diritto nel maggior Consiglio. Questo, poi, a partire dal 1197 stabilì che i membri del Minor consiglio dovessero necessariamente provenire dalle proprie file. Infine nel 1207 anche la nomina diretta dei membri del Maggior Consiglio venne sottratta alla Concio, e affidata a tre grandi elettori da questa scelti, poi elevati a sette nel 1230.
Nel 1229 venne creato inoltre creato il nuovo organismo del Consiglio dei Pregadi, un'assemblea ristretta per la trattazione delle questioni più delicate e urgenti, formata di uomini "pregati" di assistere il Doge nell'amministrazione dello stato. Per non rischiare però di assegnare troppo potere ai Pregadi, nel 1260 il Maggior consiglio stabilì di riservare a sé l'ultima parola su tutti gli affari di Slstato, definendo le decisioni dei Pregadi come sempre appellabili.
Nel 1268 viene definitivamente riformato il meccanismo di elezione ducale con un complesso succedersi di votazioni e ballottaggi a sorte anticipanti la scelta dei quarantuno elettori finali. Viene poi creata la magistratura dei Correttori o Promissori Ducali, addetti alla stesura e all'aggiornamento della formula di giuramento del Doge. Allo stesso tempo, per compensare una tassa sulle granaglie che aveva provocato tumulti in città, venne creata la figura del Cancellier Grande, supremo capo della burocrazia palatina, seconda in onore solo al Doge e di esclusivo appannaggio della classe dei cittadini.
Nel 1279 il senato, diventato sempre più il centro dell'amministrazione pubblica, viene ampliato con la creazione di una zonta, mentre la forma aristocratica del governo è rafforzata con l'esclusione dall'eleggibilità in maggior Consiglio degli uomini di nascita illegittima.
Il processo è ormai maturo per una chiusura del corpo politico ad una sola classe di "nobili".

### Periodo repubblicano: dal 1297 al 1797
Ovvia conseguenza del nuovo assetto politico comunale fu l'aumento della componente aristocratica, cioè di coloro che avevano una maggior quantità di tempo da investire in politica, all'interno degli organismi assembleari ristretti. Lo status quo di un potere popolare diretto, ma discontinuo, affiancato da un potere aristocratico più continuativo, si incrinò intorno al 1286, quando ben due tentativi, respinti, di precludere l'accesso al Maggior Consiglio alle famiglie popolari, segnarono l'apertura delle ostilità tra le due fazioni. La composizione dei due partiti popolare e aristocratico non era tuttavia netta: tra i primi, infatti, militavano anche numerose famiglie patrizie che cercando di far leva sul potere ancora forte dei ceti meno elevati, speravano di sbalzare dal potere i gruppo rivali.
Respinta ancora nel 1296, ma a fatica, la proposta di Serrata del Maggior Consiglio venne infine approvata su pressione del doge Pietro Gradenigo il 28 febbraio 1296 More Veneto. Sebbene la riforma inizialmente non escludesse l'accesso al Maggior Consiglio dei nuovi, ma si limitasse a cooptarne di diritto tutti i vecchi membri, assegnando le nuove nomine alla Quarantia, il terremoto politico provocò i tentativi insurrezionali della fazione popolare, concretizzatesi nelle congiure di Marin Bocconio (1300) e del Tiepolo (1310). Entrambe brutalmente represse: la forma aristocratica dello stato era oramai una realtà.
Effetto materiale di tali tentativi fu la nascita del Consiglio dei Dieci, speciale organo di governo e tribunale incaricato di scovare e reprimere tutte le minacce contro l'ordinamento dello stato.
Le successive leggi del 1307 e del 1316 raggiunsero lo scopo finale di consentire l'accesso solo ai discendenti di coloro che già avessero seduto nel consiglio: in pratica, ai soli aristocratici. Il 19 luglio 1315 venne quindi ordinata la creazione di un Libro d'Oro in cui iscrivere i nomi degli appartenenti alla classe dei Nobiles Homines. Parallelamente un Libro d'Argento costituiva l'altro ceto sociale privilegiato dei Cittadini de intra et de extra ("cittadini dentro e fuori"), cui vennero esclusivamente assegnati i ruoli minori di governo. Nel 1319, la stretta finale si limitò a verificare con cura il possesso dei requisiti di nobiltà di tutti gli iscritti al Libro d'Oro e l'automatismo nell'accesso al consiglio per tutti i patrizi maggiorenni.
Nel 1380 venne creato un ulteriore organismo politico: il Collegio dei Savi incaricato di preparare gli ordini del giorno da trattare in Senato e Maggior Consiglio e di seguire da vicino l'operato delle amministrazioni pubbliche: in pratica una sorta di consiglio di ministri.
Sopravvissuta a sé stessa come assemblea acclamante al momento della presentazione del nuovo Doge, l'ormai inutile Concio venne abolita anche formalmente solo nel 1423. Il suo ricordo sopravvisse solo nella frase rituale, ma ormai svuotata di significato, pronunciata al popolo durante l'apparizione del nuovo sovrano:
(Presentazione rituale del nuovo Doge al Popolo.)
Nel 1462 il nuovo assetto dello stato venne sancito dalla sostituzione del termine commune Veneciarum con quello di Serenissima Signoria, indicante anche il supremo organo rappresentativo della sovranità, composto dal Doge, dal Minor Consiglio e dai tre capi della Quarantia, incaricato di presiedere tutti i consigli dello Stato.
Tale forma costituzionale sopravvisse, con minime variazioni, tra cui l'introduzione nel 1539 della magistratura degli Inquisitori di Stato, incaricati di affiancare e coadiuvare il Consiglio dei Dieci, sino al 1797 e alla caduta della repubblica. Il collasso finale avvenne allorché, il 12 maggio di quell'anno, il Maggior Consiglio decretò (anche se nel mancato rispetto del necessario quorum) il proprio scioglimento e la fine dell'antica costituzione della repubblica, in favore della creazione di una municipalità provvisoria, sebbene tale atto, peraltro non conforme, potesse in pratica rimettere il potere nelle mani del Doge-sovrano, il 13 maggio un decreto ducale di abdicazione in favore della municipalità pose fine alla millenaria e continuativa storia del governo veneziano.

## Gli organi di governo

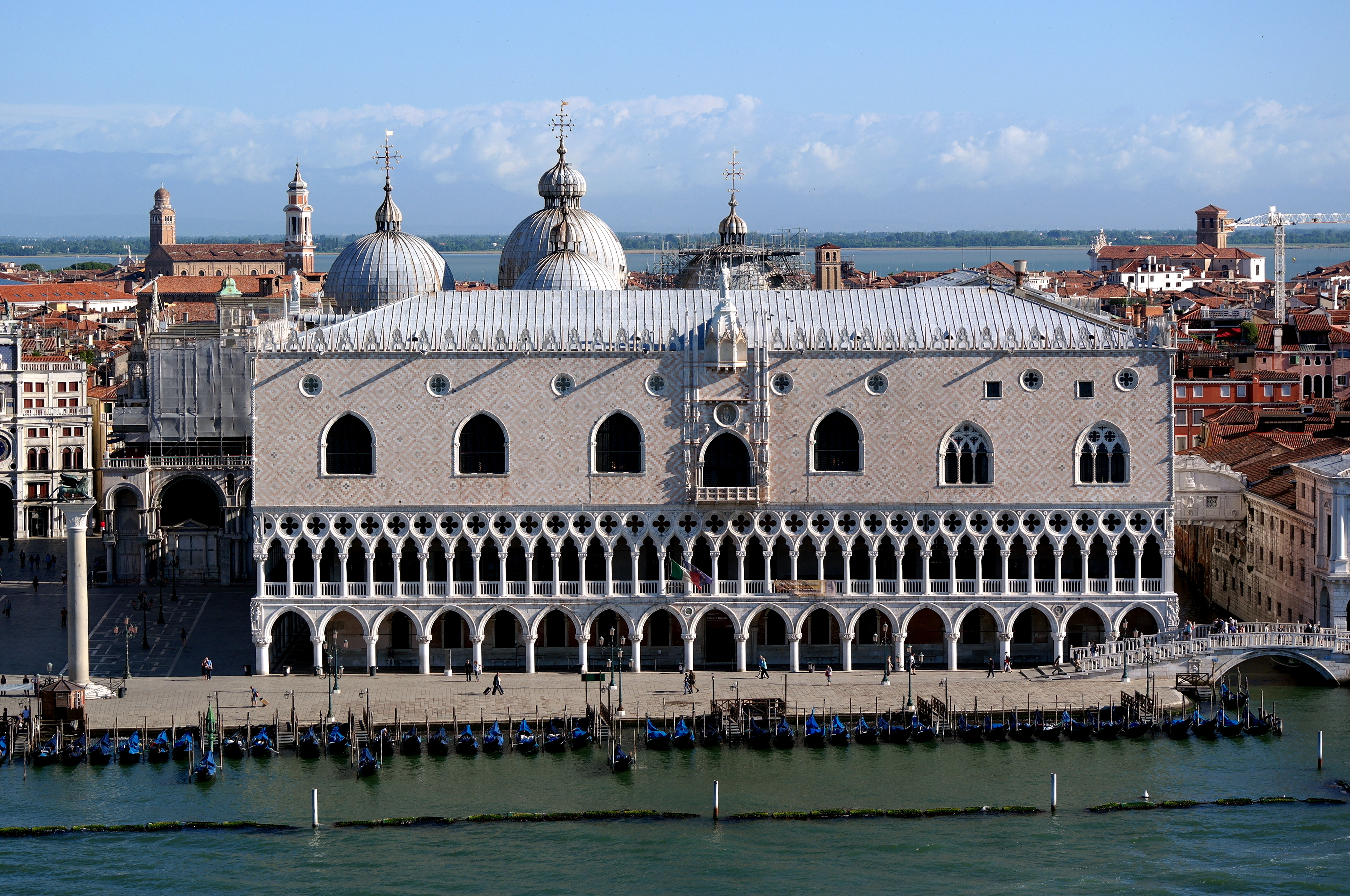
Palazzo Ducale, il luogo in cui avevano sede le assemblee e le magistrature della Repubblica.

L'organizzazione statale era un'organizzazione piramidale strutturata su più livelli. Alla base c'era il Maggior Consiglio, detentore assoluto del potere sovrano, e al vertice il Doge, immagine pura della maestà dello Stato.
Volendo fornire una rappresentazione schematica di tali livelli di governo, avremmo dunque:
1. il Maggior Consiglio;
2. il Senato, il Consiglio dei Quaranta o Quarantia, i Procuratori di San Marco, governatori, comandanti, ambasciatori, commissari, centinaia di uffici minori, e vari comitati;
3. il Collegio dei Savi, il Consiglio dei Dieci e gli Inquisitori di Stato;
4. la Serenissima Signoria;
5. il Minor Consiglio;
6. il Doge.

La sede di tutte queste magistrature principali si trovava nel Palazzo Ducale, residenza del Doge.

## Gli organi costituzionali

Il doge Andrea Gritti ritratto da Tiziano.

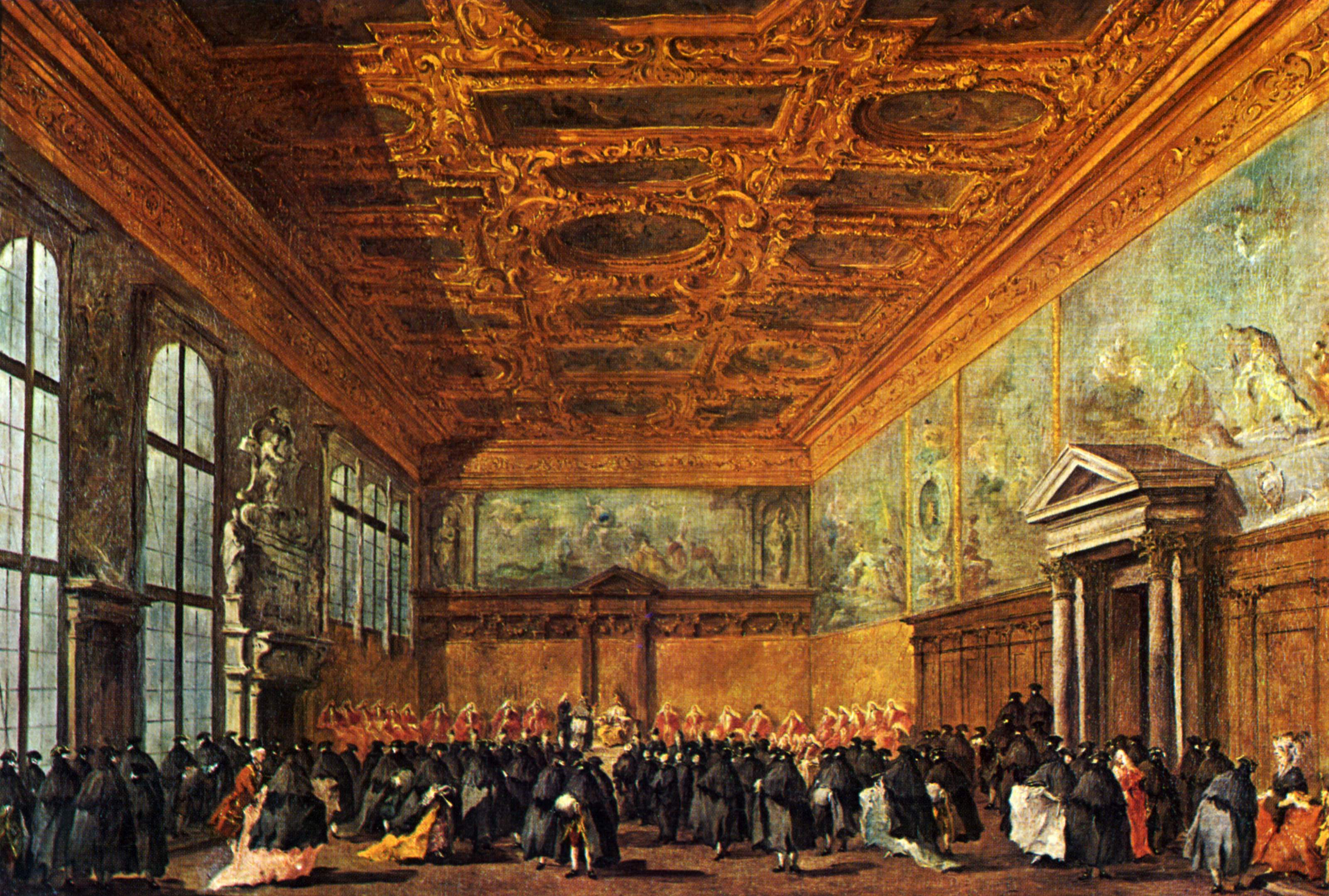
Francesco Guardi, "L'udienza accordata dal doge di Venezia nella sala del Collegio nel Palazzo Ducale", olio su tela, Musée du Louvre, Parigi

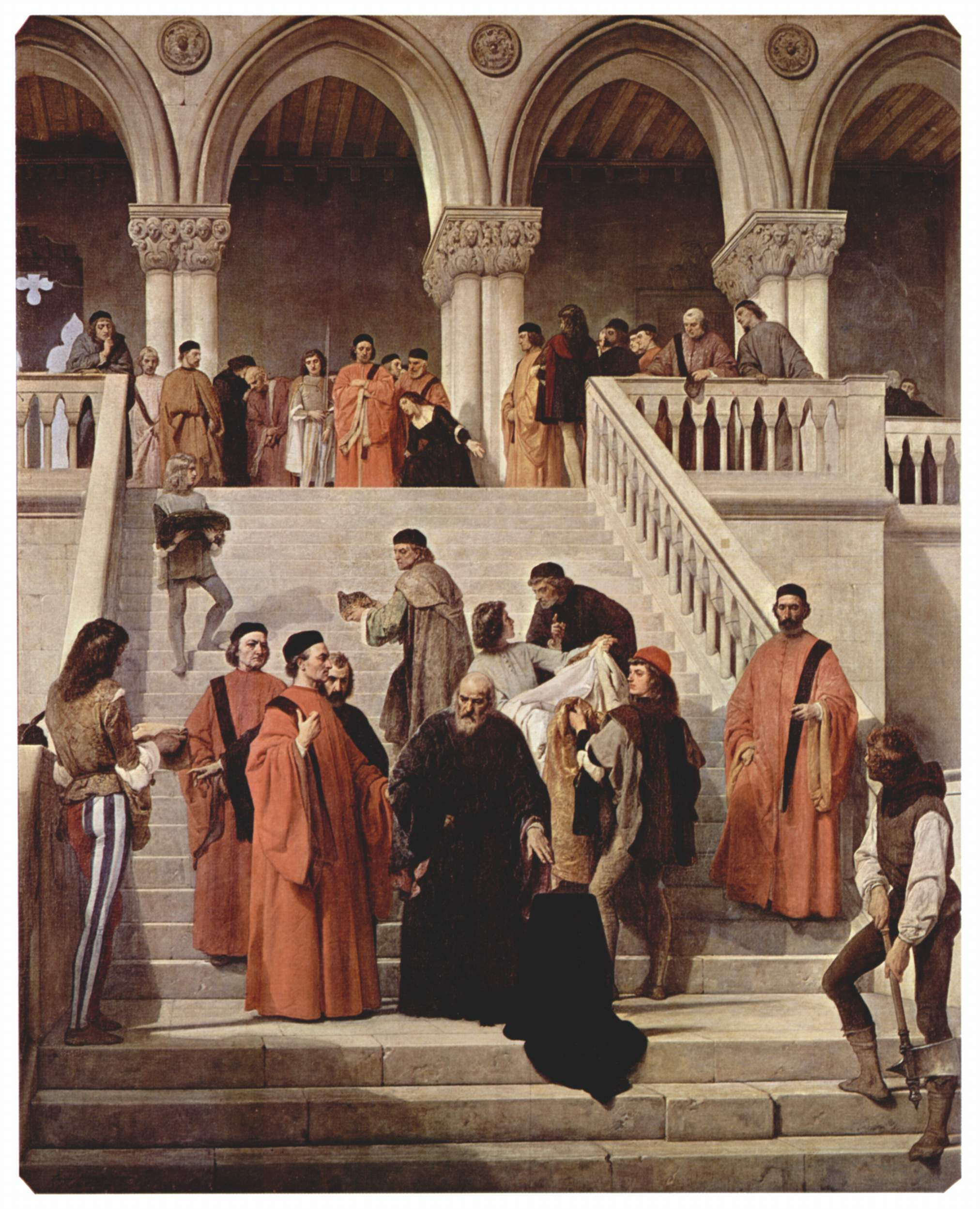
I Dieci (in toga rossa e fascia nera) assistono alla decapitazione di Marino Faliero (al centro, vestito di nero) in un dipinto di Francesco Hayez.

Dipinto raffigurante il funerale del doge: si nota la processione dei senatori ammantati di rosso

### Il Doge
Supremo magistrato della Repubblica, era eletto a vita e dal momento dell'elezione, che avveniva con un complicatissimo sistema di votazioni e ballottaggi (estrazioni a sorte), e dell'incoronazione davanti al popolo, con la pronuncia della Promissione ducale, risiedeva nel Palazzo Ducale, ricevendo onori e circondandosi di un cerimoniale fastoso e solenne che doveva manifestare la gloria e la potenza della Repubblica. Doveva tuttavia provvedere da sé al sostentamento proprio e della propria famiglia; i suoi unici poteri consistevano nella nomina del Primicerio e dei Canonici della Basilica di San Marco e la facoltà di condurre in guerra l'armata.
Numerosi erano i simboli propri della dignità dogale:
- il Corno ducale, corona del doge, riprendeva la foggia del berretto frigio, antico copricapo dei militari bizantini, ricordando l'antica origine di governatore militare imperiale.
- la Cuffia, simile a quella indossata dal Papa, veniva portata al disotto del Corno Ducale ed era annualmente intessuta e donata dalle monache del convento di San Zaccaria.
- il Manto Dorato, simbolo della maestà e opulenza di Venezia.
- la Spada Cerimoniale, la Sedia e l'Ombrello, il Cero Benedetto, le Sei Trombe d'Argento e gli Otto Gonfaloni che accompagnavano il Doge nelle processioni solenni per perpetua concessione di papa Alessandro III nel 1177, assieme all'uso di un Anello Benedetto per la cerimonia dello Sposalizio del Mare.

### I consigli

#### La Serenissima Signoria e il Minor Consiglio
Il Minor Consiglio si componeva dei sei Consiglieri ducali (uno per ciascuno dei Sestieri della città): era il più antico organo collegiale della Repubblica, creato per coadiuvare e sorvegliare l'operato del Doge, limitarne i poteri e curarne la corrispondenza. Il più anziano dei sei consiglieri sostituiva il "Serenissimo Principe" nei casi d'assenza o di impedimento.
Nel corso del tempo, e per gli stessi motivi che avevano portato all'istituzione dei consiglieri ducali, al Minor Consiglio vennero affiancati i Tre Capi della Quarantia, fino ad esserne cooptati. Queste 9 personalità costituivano, insieme al Doge, il vertice dello Stato e andavano sotto il nome di Serenissima Signoria, termine che era andato nel tempo a sostituire la più antica espressione di Commune Veneciarum.

#### Il Consiglio dei Dieci e i Tre Inquisitori di Stato
Venne inizialmente istituito in via temporanea nel 1310 in seguito alla fallita congiura di Bajamonte Tiepolo venne più volte prorogato fino a divenire nel 1334 un organo stabile del governo della repubblica.
Composto da dieci membri con incarico annuale, aveva ampi poteri al fine di garantire la sicurezza della repubblica e del suo governo.
Nel 1539 venne creata la figura dei Tre inquisitori di Stato, organo dotato dei medesimi poteri del Consiglio dei X, cui si affiancava, ma capace di maggiore rapidità e segretezza, date le ridotte dimensioni.
L'attività di tali organi era legata in particolare all'uso delle Denunzie Segrete: queste, rigorosamente non anonime (queste ultime dovevano essere immediatamente distrutte), erano la base per molte delle indagini sulla sicurezza dello Stato e potevano essere lasciate dai cittadini in appositi raccoglitori detti Bocche di Leone o delle Denunzie sparsi per la città di Venezia e aventi sovente forma di testa di leone a fauci spalancate (sono tuttora rintracciabili e alcune sono facilmente visibili all'interno del Palazzo Ducale). Il Consiglio dei X aveva inoltre la sorveglianza sulle attività del clero secolare.

#### Il Collegio dei Savi e il Pieno Collegio
Il Collegio dei Savi o semplicemente Collegio fu istituito 1380 e costituiva in pratica il consiglio dei ministri della repubblica. Si componeva di:
- sei Savi Grandi, responsabili della direzione generale dei lavori del Collegio e del Senato;
- cinque Savi di Terraferma, responsabili di quanto inerente ai Domini di Terraferma;
- cinque Savi agli Ordini, responsabili di quanto inerente al Dogado e lo Stato da Mar;

che disponeva in materia di politica estera, finanze e affari militari, stabilendo l'agenda dei lavori del Senato: nei casi in cui veniva presieduto dalla Signoria il Collegio assumeva il nome di Pieno Collegio.

#### Il Senato
Istituito nel 1229 e noto anche come Consiglio dei Pregadi (lett. di coloro che venivano "pregati" di fornire il proprio consiglio al Doge), il Senato della Repubblica si componeva del Collegio (presieduto dalla Signoria) e di sessanta senatori, cui si aggiunsero successivamente, nel 1279, altri sessanta membri che costituivano la cosiddetta Zonta (lett. "aggiunta", da cui l'odierno italiano "giunta"). A questi potevano aggiungersi funzionari, ambasciatori, comandanti militari, di volta in volta convocati per riferire delle loro missioni o per fornire il proprio parere nelle questioni trattate. Il Senato era infatti l'organo deliberativo della Repubblica, che si occupava di discutere della politica estera e dei problemi correnti, per i quali si configurava come un organismo decisionale più snello rispetto al Maggior Consiglio.
Vi partecipavano senza preventivo decreto del Maggior Consiglio i Procuratori di San Marco e audivano alle sedute gli Avogadori de Comùn. Ad essi si aggiungevano, ex officio i membri dei vari Magistrati e Deputazionie i numerosi Provveditori. Oltre ai comandanti militari, tra i quali, il Capitano Generale da Màr, il Capitano Generale di Terraferma e il Capitano del Golfo e ai governatori, funzionari e ambasciatori la cui presenza fosse ritenuta necessaria.

#### La Quarantia
Nata originariamente come assemblea dei quaranta elettori del Doge nominati dalla Concio, i cui membri affiancavano poi il Doge nel governo dello Stato, la Quarantia, persa nel tempo la funzione elettiva in favore del Maggior Consiglio, si stabilizzò quindi come Tribunale Supremo della Repubblica e come organo di controllo sulle nomine in seno al Maggior Consiglio ed al Senato. Alla Quarantia spettò inoltre la pianificazione dell'esercizio finanziario da sottoporre al Maggior Consiglio e l'autorità sovrana sulla Zecca.

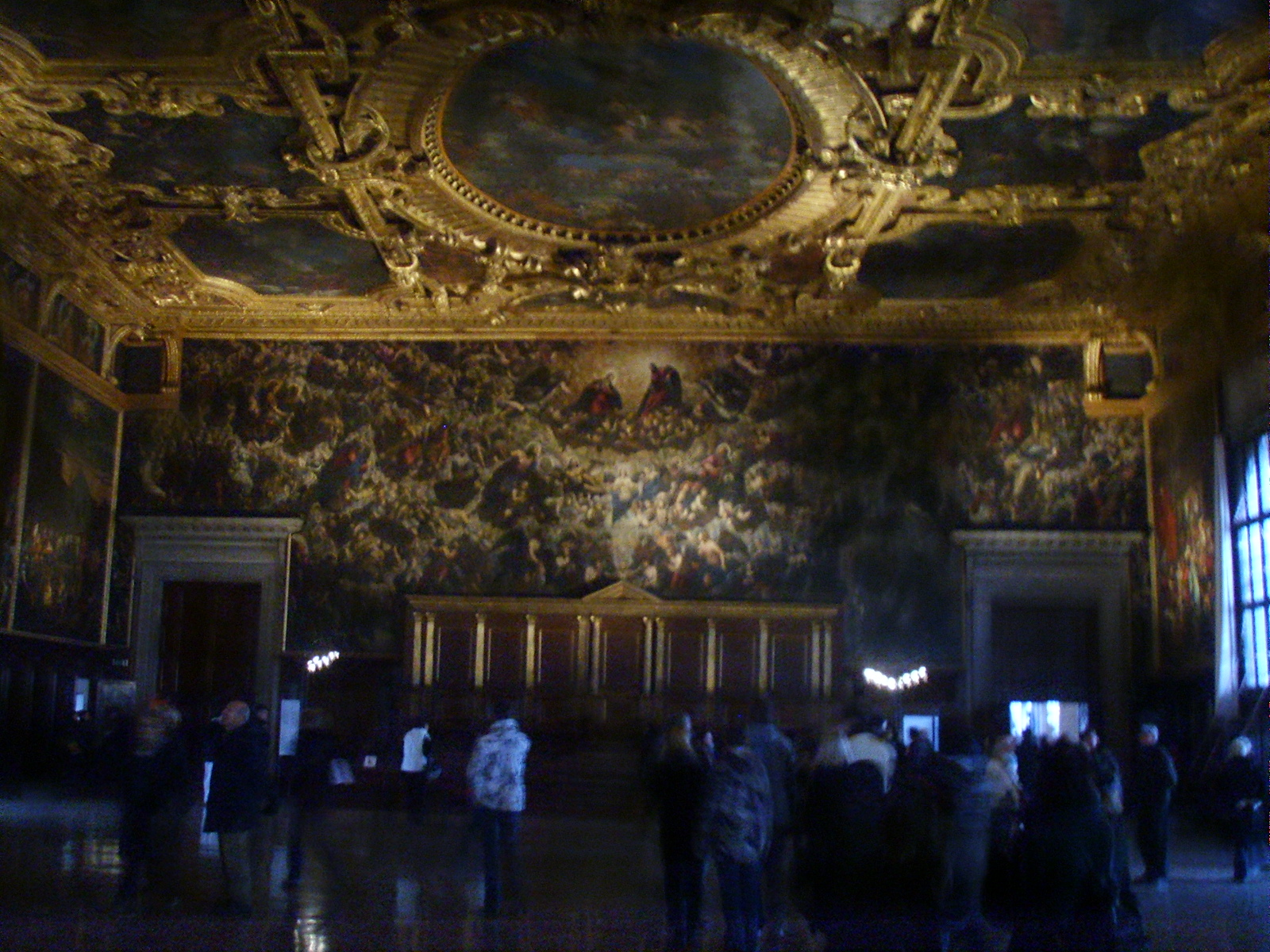
La Sala del Maggior Consiglio in Palazzo Ducale.

#### Il Maggior Consiglio
Era l'organo sovrano dello Stato veneziano e, a partire dalla Serrata del 1297, vi appartenevano di diritto tutti i membri maschi e maggiorenni delle famiglie patrizie (cioè quelle iscritte nel Libro d'Oro della nobiltà cittadina): tale assemblea coincideva in pratica con la Repubblica stessa, avendo competenza illimitata in qualunque materia e procedendo all'elezione di tutti gli altri consigli e magistrature.

## Magistrature di governo
L'effettiva amministrazione del governo era demandata dalle assemblee ad un numerosissimo e complesso gruppo di magistrature collegiali o monocratiche, ciascuna vertente su specifiche materie e spesso reciprocamente incaricate di mutuo controllo, in un delicato sistema di pesi e contrappesi volto a prevenire la concentrazione di poteri, ridurre il rischio di corruzione ed in ultima istanza a garantire di rimando l'equilibrio all'interno del patriziato dominante.

### Principali dignità e magistrature dello stato
All'interno del complesso sistema di governo alcune magistrature rivestivano una particolare predominanza connessa alla loro antichità, al prestigio o alla delicatezza del ruolo da esse rivestito:
- i Procuratori di San Marco, responsabili della basilica marciana, del suo ingente patrimonio e della sua giurisdizione, erano la massima dignità dello Stato dopo il Doge;
- gli Avogadori de Comùn, avvocati dello Stato, responsabili della salvaguardia degli interessi del Comune e dell'osservanza degli statuti, con il potere di sospendere i provvedimenti incostituzionali, erano il baluardo del comune interesse del patriziato;
- i Camerlenghi de Comùn, cassieri dello Stato, erano responsabili della salvaguardia del bene pubblico;
- i Savi esecutori, responsabili delle acque lagunari;
- i Savi alla Mercanzia, responsabili dell'indirizzo dell'attività mercantile.

### Magistrati, Deputazioni e Provveditori
All'interno dell'amministrazione statale particolare importanza avevano i Magistrati, importanti uffici responsabili di interi settori dell'amministrazione e spesso composti da più organi:
- il Magistrato alla Milizia da Mar, responsabile della fanteria oltremarina, composto da Presidenti alla Milizia da Mar, Collegio della Milizia da Mar, Provveditori all'Ufficio dell'Armar, Sopraprovveditori all'Arsenal, Provveditori all'Arsenal, Patroni all'Arsenal, Provveditori alli Biscotti, Provveditori sopra l'Artiglieria, Visdomini alla Tana;
- il Magistrato alle Acque, responsabile della regolamentazione idraulica della laguna di Venezia, composto di Savi esecutori, Collegio, Esecutore aggiunto ed Inquisitore aggiunto;
- il Magistrato alle Fortezze, responsabile delle fortificazioni militari, composto dai Provveditori alle Fortezze;
- il Magistrato alle Miniere, responsabile del monopolio estrattivo e composto da Provveditori o Deputati sopra le Miniere;
- il Magistrato al Sal, responsabile del monopolio sul sale, composto dai Provveditori al Sal o Salinieri del Mare;
- il Magistrato sopra i Conti, responsabile della verifica contabile, composto dai Provveditori sopra Conti;
- il Magistrato alla Legna e ai Boschi, responsabile dell'approvvigionamento di legname e composto da Sopraprovveditori e Provveditori alla Legna e ai Boschi;
- il Magistrato ai Monasteri, responsabile della sorveglianza sui monasteri e composto dai Provveditori sopra ai Monasteri;
- il Magistrato agli Ospitali, responsabile della sorveglianza sugli ospedali, composto dai Provveditori sopra Ospitali e Luoghi Pii;
- il Magistrato alla Sanità, responsabile della salute pubblica e composto da Sopraprovveditori e Provveditori sopra la Sanità.
- i Sindici Inquisitori, magistratura itinerante incaricata del periodico controllo in loco dell'esercizio del dominio veneto sui territori sottoposti alla Repubblica di Venezia

A questi organismi collegiali si affiancavano poi i Provveditori alle Beccherie, ai beni incolti, al bosco del Montello, al bosco di Montona, de Comùn, ai monti in Zecca, alle pompe, sopra l'Adige, sopra banchi, ai beni comunali, sopra camere, sopra denari, sopra dazii, sopra Feudi, sopra la Giustizia vecchia, sopra officii, sopra olii, sopra ori e argenti, sopra ori in Zecca, sopra la Zecca, ecc.

## L'amministrazione della giustizia

### I tribunali

#### IlSupremo Tribunale della Quarantia
Il supremo organo giudiziario dello stato veneziano era costituito dal Supremo Tribunale della Quarantia, distintosi nel corso del tempo in tre differenti rami:
- la Quarantia Criminale, supremo tribunale penale;
- la Quarantia Civil Vecchia, supremo tribunale civile per le istanze provenienti dal Dogado e dallo Stato da Mar;
- la Quarantia Civil Nuova, supremo tribunale civile per le istanze provenienti dai Domini di Terraferma.

#### I giudicidi intromissione
L'accesso al giudizio della Quarantia era subordinato alla preventiva valutazione di giudici detti di intercessione o di intromissione, i quali fungevano poi da pubblica accusa di fronte alla Quarantia:
- gli Avogadori de Comùn, che operavano in intromissione alla Quarantia Criminale;
- gli Avogadori Civili distinti tra:
  - Auditori vecchi alle Sentenze, che operavano in intromissione alla Quarantia Civil Vecchia;
  - Auditori nuovi alle Sentenze, che operavano in intromissione alla Quarantia Civil Nuova per le cause maggiori;
  - Auditori nuovissimi alle Sentenze, che operavano in intromissione alla Quarantia Civil Nuova per le cause minori.

#### I tribunali di appellazione
Per alleviare l'attività delle Quarantie civili, giudicando sulle cause di minore valore, vennero creati dei tribunali d'appello costituiti da membri uscenti della Quarantia:
- il Collegio dei Venti Savi nel corpo dei Quaranta, competente per cause civili di piccola entità economica;
- il Collegio dei Dodici, poi detto dei Quindici, competente per cause civili di piccolissima entità economica in sostituzione del precedente Collegetto.

A questi si affiancava un ulteriore corte, costituita per operare in vece del senato:
- il Collegio dei Venti Savi nel corpo del Senato, competente per le questioni riguardanti privilegi ed esenzioni concesse ai Reggimenti.

Vi erano poi altre due speciali corti d'appello:
- i Sopraconsoli dei Mercanti, competenti per le appellazioni alle sentenze mercantili dei Consoli;
- il Sopra atti del Sopragastaldo, competenti per le appellazioni contro le esecuzioni giudiziarie compiute dal Sopragastaldo.

#### I tribunali di prima istanza

##### I tribunali a Venezia
Gli organi di giustizia di prima istanza erano costituiti da numerose magistrature:
- i Signori della Notte, responsabili come giudici e capi di polizia della sicurezza notturna e festiva della città, distinti tra:
  - Signori della Notte al Criminal, competente per reati e crimini gravi,
  - Signori della Notte al Civil, competenti per reati lievi e in sostituzione delle magistrature non operanti nei giorni festivi;
- i Cinque alla Pace, competenti per le risse tra popolani senza gravi conseguenze;
- le Corti di palazzo, retaggio dell'antichissimo tribunale ducale, avevano funzioni civili ed erano composte da:
  - i Giudici del proprio, competenti sulle questioni riguardanti le proprietà ed eredità;
  - i Giudici al forestier, competenti sui casi riguardanti stranieri;
  - i Giudici dell'esaminador, competenti sugli atti notarili;
  - i Giudici di petizion, competenti per i casi riguardanti debiti;
  - i Giudici del procurator, competenti per i casi riguardanti l'attività dei Procuratori di San Marco;
  - i Giudici del mobile, competenti per i casi riguardanti i beni mobili e le cause minori;
- i Giudici del Piovego, competenti per i casi riguardanti il demanio pubblico;
- il Collegio dei Venti Savi nel corpo del Senato;
- i Consoli dei Mercanti, competenti per le cause mercantili;
- gli Esecutori contro la Bestemmia, competenti per i reati contro la religione;

##### I tribunali nelle province
A tutte queste magistrature, risiedenti a Venezia, andavano poi aggiunte quelle locali presenti nei territori del Dogado, della Terraferma e da Mar. Qui, oltre alle locali magistrature, diverse da luogo a luogo e spesso antecedenti il dominio veneziano, agivano da giudici i rettori inviati dalla repubblica.

### Altri organi di Giustizia
- il Sopragastaldo, competente per l'esecuzione delle sentenze dei tribunali;
- i Deputati alla Liberazione dei Banditi, competenti per i banditi richiedenti la rimozione del bando;
- gli Officiali al Cattaver, competenti per i dazi, per le aste e per l'accrescimento dei beni pubblici;
- gli Officiali alle Cazude, competenti per la riscossione dei crediti dello stato.

## Cancellerie e amministrazioni

### IlCancellier Grande
Supremo capo del corpo di funzionari e burocrati dello Stato, il Cancellier Grando nelle cerimonie pubbliche e in particolar modo durante le processioni solenni aveva il primato in onore subito dopo il Doge, precedendo senatori e magistrati.
Parallelamente all'esclusivizzazione del potere da parte dell'aristocrazia, infatti, andò a svilupparsi nel corpo dello Stato, un sistema burocratico e amministrativo le cui cariche di segretario o cancelliere, erano riservate ai cittadini non nobili e le cui prerogative onorifiche andavano ad affiancarsi a quelle dei magistrati, in una sorta di meccanismo di compensazione tra magistrati/nobili e funzionari/cittadini.

### Cancellerie di Palazzo e altre cancellerie
Le cancellerie di Palazzo avevano sede nel Palazzo Ducale e si suddividevano tra:
1. Cancelleria Ducale, principale archivio degli atti dello Stato veneziano;
2. Cancelleria Segreta, creata a partire dal 1402, nella quale venivano conservati gli atti riservati;
3. Cancelleria Inferiore, cosiddetta perché collocata al primo piano del Palazzo Ducale, nella quale erano conservati tutti gli atti relativi al Doge, al Palazzo e alla Chiesa di San Marco e gli atti notarili.

Vi erano poi gli archivi del Consiglio dei Dieci, del Supremo Tribunale della Quarantia e quelli conservati presso le singole magistrature.

Altre magistrature riservate all'ordine dei cittadini erano:
- Segretario alle Voci, responsabile della registrazione di tutte le elezioni a tutte le cariche, sia ordinarie sia straordinarie;
- Cassiere della Bolla ducale, esattore delle tasse sui benefici ecclesiastici e responsabile sugli atti di grazia;
- Gastaldo ducale, corpo degli esecutori delle sentenze giudiziarie.

## L'amministrazione del territorio
Ad esclusione di Venezia, la capitale e in pratica città-stato, il territorio della Repubblica era suddiviso in regioni amministrative chiamate comunemente Reggimenti. Tali regioni si raggruppavano essenzialmente in tre territori a differente ordinamento creati nelle successive fasi di espansione dello Stato veneziano:
1. il Dogado, i ristretti territori metropolitani originali, sostanzialmente equiparati ad un contado di Venezia e suddivisi in reggimenti detti distretti;
2. lo Stato da Mar, comprendente i domini marittimi frutto della prima espansione veneziana, nei quali ricadevano i territori del Regno o Ducato di Candia e del Regno di Cipro;
3. i Domini di Terraferma, comprendente i domini terrestri frutto della seconda espansione veneziana, nei quali ricadeva il territorio della Patria del Friuli.

Le province dello Stato da Mar e dei Domini di Terraferma non godevano di un'uniformità amministrativa, ma mantenevano sostanzialmente gli ordinamenti politici e giuridici pre-veneziani, sui quali si innestava la superiore autorità dei Rettori, i magistrati inviati da Venezia. Al disopra dei rettori operavano i Provveditori e i Provveditori Generali, con compiti di coordinamento, soprattutto militare.

## L'amministrazione economica e monetaria

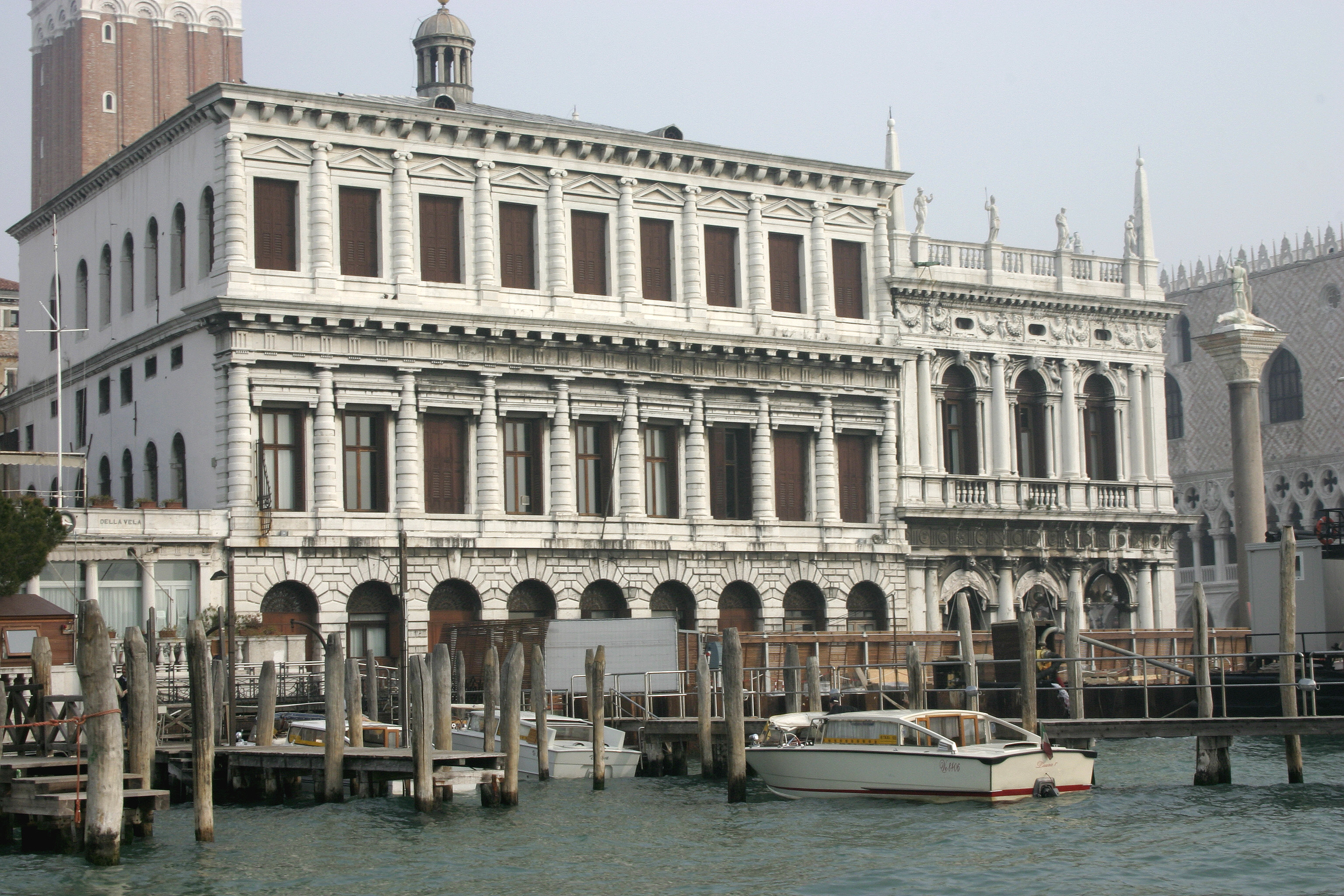
Il Palazzo della Zecca.

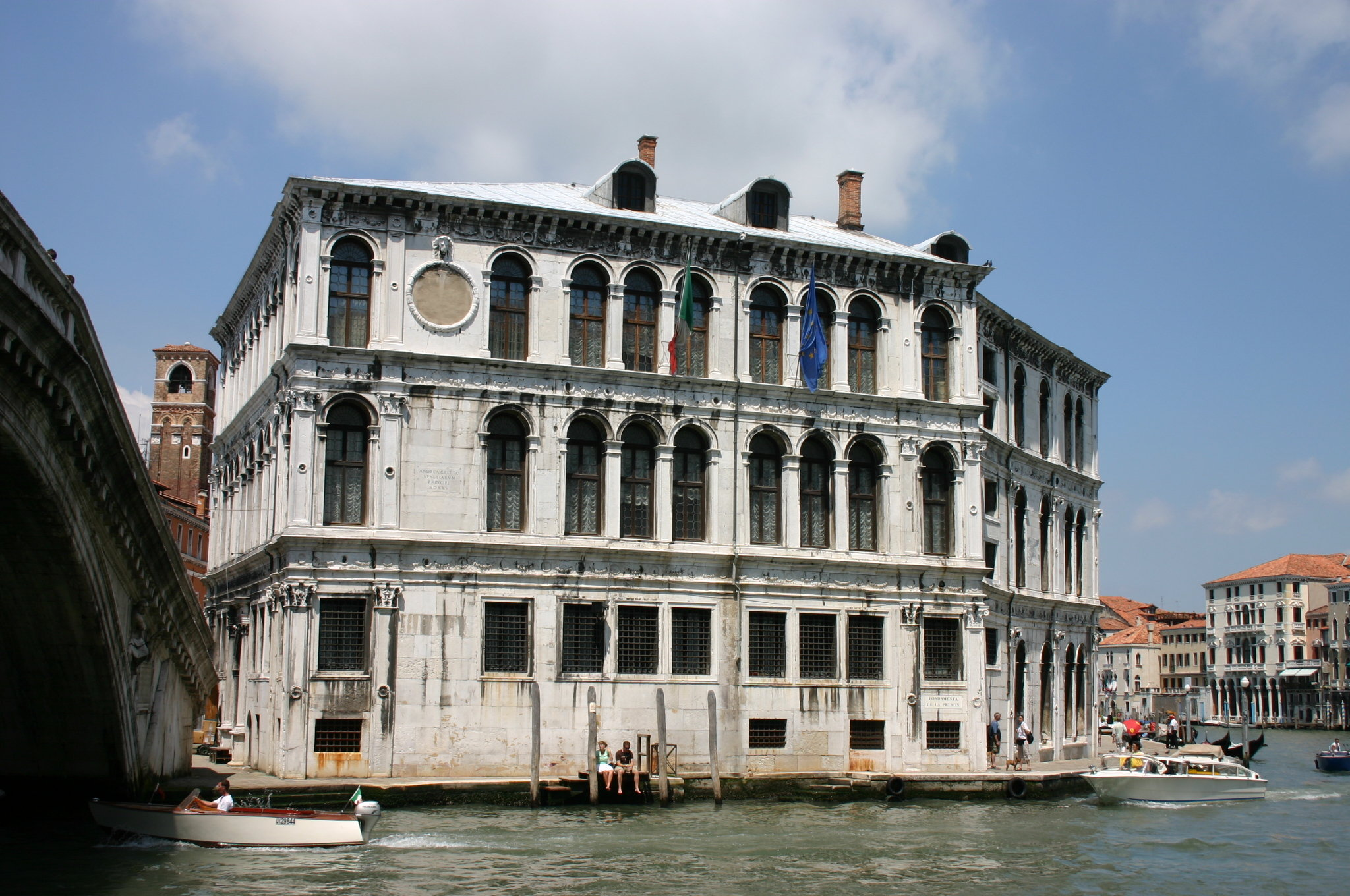
Il Palazzo dei Camerlenghi, sede realtina dei Camerlenghi de Comùn.

Sin dalla nascita del Commune Veneciarum (XII secolo), la cassa pubblica, detta camera, venne posta sotto la vigilanza della magistratura dei Camerlenghi de Comùn, cioè dei tesorieri e contabili generali dello Stato veneziano.
Sin dal Duecento, poi, la sorveglianza politica sull'attività finanziaria e monetaria fu compito esclusivo della Quarantia: questa, infatti, oltre a fungere da Tribunale Supremo, esercitava anche le prerogative sovrane sulla coniazione e il titolo della moneta, oltre a predisporre i piani finanziari da sottoporre all'approvazione del Maggior Consiglio.
Dopo la creazione, nel Trecento del Consiglio dei Dieci, supremo organo di vigilanza sulla sicurezza dello Stato, il governo materiale della Zecca di Venezia venne però affidato proprio ai Dieci, sino a quando, a partire dal Cinquecento, quest'ultima funzione non venne assegnata ad una serie di specifiche magistrature:
1. i Provveditori in Zecca, organo collegiale istituito nel XVI secolo, che aveva la direzione generale della Zecca;[1][2]
2. il Depositario, creato nel 1543, incaricato della sorveglianza del tesoro, pubblico e privato, conservato nella Zecca;
3. i Provveditori sopra Ori e Monete, creati nel 1551, incaricati di sorvegliare il corso dell'oro, coniato o no, per preservare il prezzo del metallo e il valore delle monete, vennero in seguito chiamati Deputati sopra Ori e Monete;
4. l'Inquisitore aggiunto, creato nel 1687, creato in aggiunta ai Provveditori sopra Ori e Monete per sorvegliare il corso della valuta nazionale ed estera;
5. il Provveditore agli Ori e Argenti, creato nel Seicento, aveva la funzione di sorvegliare anche il corso dell'argento;
6. il Conservatore del Deposito, creato nel 1615, aveva il dovere di verificare che le uscite pubbliche avvenissero a norma di legge;
7. i Massari all'Argento e all'Oro, creati nel 1269, effettuavano tecnicamente la stima della quantità di metallo prezioso ammassato nella Zecca.

Connessi alle attività finanziarie vi erano inoltre altri magistrati:
- i Provveditori sopra Offici, creati nel 1381, revisori dei conti della Zecca e delle varie magistrature;
- i Governatori delle Entrate, creati nel 1433, che avevano il compito di sovrintendere all'amministrazione finanziaria;
- i Revisori e Regolatori delle entrate pubbliche in Zecca, creati nel 1584, si affiancavano ai primi con il compito di sovrintendere in particolare alle entrate pubbliche;
- gli Scansadori alle Spese Superflue, creati in via straordinaria ogniqualvolta fosse necessaria una generale revisione della pubblica contabilità.
- i Deputati alla Provvision del Denaro Pubblico, creati durante la Guerra di Candia per l'amministrazione delle finanze pubbliche.

Nelle province si trovavano invece dei Camerlenghi responsabili delle locali camere fiscali.